# Abudefduf bengalensis
Abudefduf bengalensis és una espècie de peix de la família dels pomacèntrids i de l'ordre dels perciformes.

## Morfologia
Els mascles poden assolir els 17 cm de longitud total.

## Alimentació
Menja algues i petits crancs.

## Distribució geogràfica
Es troba des de l'Índic oriental fins al Japó i Austràlia.